# 三菱自動車のエンジン系列名
本項、三菱自動車のエンジン系列名（みつびしじどうしゃのエンジンけいれつめい）では、1958年（昭和33年）以降三菱自動車工業（一部は前身企業である三菱日本重工、新三菱重工業、三菱造船および、1964年（昭和39年）に3社合併によって発足した三菱重工業時代のものも含む）および三菱ふそうトラック・バスが製造する三菱車に搭載されているエンジンの系列名称をシリンダー配列および気筒数などによって分類し記述する。

## 歴史
三菱の自動車用エンジンの開発史は、太平洋戦争（大東亜戦争）後の1952年（昭和27年）にウィリス・オーバーランド社との間に同社のウイリス・アーミージープおよび、H4型ハリケーンエンジンのノックダウン生産契約を締結したことに端を発する。
1954年（昭和29年）にハリケーンエンジンの完全国産化を達成、JH4型ジャパンハリケーンエンジンとして生産を始めると同時に、これらジープ用エンジンをベースに新たなエンジンの開発に乗り出し始める。1957年（昭和32年）、新三菱重工業はJH4ジャパンハリケーンをベースに、大型トラック・鉄道車両用ディーゼル機関であるKE2型直列4気筒ディーゼルエンジンの技術を導入してKE31型ディーゼルエンジンを開発。これらのエンジンでの技術蓄積が、後のKE系列自動車用エンジンのみならず、三菱自工の普通自動車用エンジン技術の母体ともなって行った。
一方、京都製作所のKE系列エンジンとは別に、名古屋製作所（大江工場）は1946年（昭和21年）に三菱・シルバーピジョンの小型4ストロークサイドバルブエンジンであるNE10型を開発。後にシルバーピジョン用OHV4ストロークや2ストローク並列2気筒エンジンの開発に着手し、三菱・500のNE19A型、NE35A/B型エンジンに昇華するが、1964年（昭和39年）のシルバーピジョン生産中止と三菱自動車工業の発足によりこの名古屋製作所系列エンジンの系譜は途絶えた。
水島製作所は戦後間もなくの1947年（昭和22年）にオート三輪の三菱・みずしまの開発に際して空冷4ストローク単気筒エンジンの3A型を開発。このA型エンジンは後に改良を重ねて行き、1952年（昭和27年）のME10型を経て1955年（昭和30年）には直列2気筒エンジンのME7型が登場。その後三菱・レオのME20型までに複数の排気量のエンジンを開発し、三菱初の量産四輪自動車である三菱・360のME21型エンジンを経て2G1型エンジンなどの軽自動車用エンジンへと系譜が受け継がれていった。
三菱の自動車用エンジンは、本来は自社グループの自動車や産業機械に搭載する目的（汎用エンジン）で開発・生産されているものであるが、他社へのOEM供給も行われている。古くは1970年代から1980年代のマツダのピックアップトラックや軽トラックなどに対する供給、1980年代から2000年代にかけての米国クライスラーや韓国現代自動車などへの供給が知られていたが、2000年代以降は中国の自動車産業に対する供給の比率が高まっている。中国では三菱車を見かける機会は少ないものの、市井を走る多くの中国車が実際は三菱製自動車用エンジンを搭載しているとされている。これは中国の知的財産権問題でも明らかなように、エンジン製造技術の秘密保全上、欧米や韓国のメーカーは中国の自動車メーカーにエンジンのみをOEM供給することには及び腰で、事実上世界の自動車メーカーで中国メーカーのOEM供給要望に応じる企業が三菱のみに限定されているためとも言われている。なお、三菱はこれ以前にもGEMAワールドエンジンでの欧米・韓国との協業で技術流出または盗難が危惧されたこともあったが、そのエンジンの中核となる技術情報の保全自体には万全を期しているようである。

## 解説
三菱日本重工（東日本重工業）、新三菱重工業（中日本重工業）、三菱造船（西日本重工業）および、1964年（昭和39年）に3社合併によって発足した三菱重工業時代のエンジンは、1文字目に工場名を示すアルファベット（京都の“K”、水島の“M”、名古屋の“N”など）、2文字目にエンジンを表す“E”、3文字目および4文字目には系列番号が表されていた。この系列番号はそれぞれの工場ごとに独立して割り振られており、系列番号が同じエンジンでも工場記号が異なる場合、両者に関連性はなくなる。
現在のような4桁表記法が初めて現れたのは1968年（昭和43年）9月登場の2G10型エンジンで、これ以降三菱自動車工業発足後の1970年（昭和45年）以降に設計された三菱のエンジンは、4桁の英数字およびアルファベットの組み合わせで表記されている。これらは三菱ふそうトラック・バスのエンジン名にも共通する。（6D22,8M21,10M20など）
| 3      | G        | 8              | 3                                  |
| ------ | -------- | -------------- | ---------------------------------- |
| 気筒数 | 燃料種別 | エンジン系列名 | エンジン系列の特定のエンジンモデル |

- 1桁目の数字は気筒数を表す。“2”= 直列2気筒、“3”= 直列3気筒、“4”= 直列4気筒、“6”= V型6気筒または直列6気筒、“8”= V型8気筒、“10”= V型10気筒など。なお、1980年代には「G63B」「G32B」などのように、1桁目の数字が省略されていたこともあった。
- 2桁目のアルファベットは、かつては“D”=ディーゼル、“G”=ガソリンのように、燃料種別を表していた。これは1970年代後半から1980年代前半に掛けては、乗用車用ディーゼル機関としてガソリンエンジンのブロックを用いてディーゼルエンジンを製作することが多かったためでもある。しかし、このような手法で開発されるディーゼルエンジンがほとんどなくなった1980年代以降は、必ずしもこの命名規則に則らないエンジンも増えてきている。1980年代以前は三菱のエンジンはほぼ全てが鋳鉄製シリンダーブロックを採用していたが、1990年代に入るとアルミ合金製シリンダーブロックを採用するエンジンが出現した。これらアルミ合金製ブロックのエンジンは“A”というアルファベットが使用されている。さらに近年では、4M4（1993年）や3B2（2005年）、4J1（2011年）などのように、従来の命名規則に当てはまらないエンジンも登場してきている。
- 3桁目の数字は、エンジン系列名を示している。かつてはエンジン系列ごとにペットネームが与えられていることも多かった。現時点で6種類ある固有のペットネームを持つエンジンは、2G2=“バルカン”、4G1=“オリオン”、4G3=“サターン”、4G4=“ネプチューン”、4G5=“アストロン[注釈 4]”、4G6=“シリウス”といった具合に、全て惑星や天体の名前[注釈 5]が与えられていた。このペットネームの末端に80の数字が追加される場合もあり、これは三菱が開発したバランサーシャフト、サイレントシャフトを搭載していることを示している。
- 4桁目の数字はそのエンジン系列の特定のエンジンモデルを示す。しかし、必ずしも数字の大小が排気量の大小を示すものではない[注釈 6]。

また、この4つの文字列の後に別の文字が付加される場合もある。“T”はターボエンジンを示し「4G63T」などのように表される、“B”はかつてはそのエンジンが排ガス対策（MCA）やサイレントシャフトによる振動対策などを施された二世代目のバージョンであることを示していた。“B”表記が用いられていた時代には1桁目の数字を省略して「G63BT」などと表すこともあった。

## 三菱・エンジン系列一覧

### 単気筒
三菱自工発足以前のスクーターやオート三輪に用いられたエンジン。

#### 4ストロークガソリン
- A - 1947年の三菱・みずしまTM3Aに3Aとして搭載された744cc空冷OHVエンジン。1955年のTM6型には改良型の6Aが搭載された。
- ME1 - A型エンジンを改良したもの。866ccのME10と851ccOHVのME12が存在した。
- NE/NE1 - 名古屋製作所が三菱・シルバーピジョンのために開発した空冷サイドバルブエンジン。1946年のC-10に搭載された112ccのNE10はわずか1.5馬力であったが、庶民の足と戦後復興の象徴となった。傾斜シリンダーのNE10は後に同じ112ccながらシリンダー配置を縦に変更されたNE7を経て192ccのNE9へと発展。125ccのNE8ではOHV化が行われ、175ccのNE13へと発展した。

### 直列2気筒
三菱の1960年代-80年代の軽自動車で用いられた小型エンジン。

#### 2ストロークガソリン
- NE5 - 名古屋製作所が三菱・シルバーピジョンのモデル終盤期に開発したNE系最後のエンジン。143ccのNE53と、125ccのNE55が存在した。
- 2G1 — ME2型をベースに水冷化。1968年の初代ミニカに搭載された水冷直列二気筒2ストロークエンジン。
- ME21/24 — 空冷直列二気筒2ストロークエンジン。359 ccのME21/ME21A/ME24Dが三菱・360と初代ミニカに、ME24E/Fが二代目ミニカに搭載された。

4ストロークガソリン
- NE1/NE3 - 直列二気筒OHVエンジン。三菱・500シリーズに搭載された三菱が戦後初めて製造した自動車用エンジン。493 ccのNE19Aと、594 ccのNE35A/NE35Bが存在した。
- 2G2 “バルカン” - 1972年に登場。2G1型を改良し4ストロークOHC化したエンジン。サイレントシャフトを初めて搭載したエンジンでもあり、1987年の3G8型登場以後もマツダ・ポーターキャブ向けのOEM供給は1989年まで続いた。
- ME/ME1 - 三菱初の1,000ccを超える大型オート三輪向け空冷OHVエンジン。1955年に三菱・三菱号TM7型向けの1,276ccのME7が開発され、1962年の生産終了までに1,145ccのME15や、1,189ccのME18などが生産された。1959年に三菱・レオに309 ccOHVのME20を初搭載。

### 直列3気筒
現在、三菱の最も小さいエンジン種別で、主として軽自動車や小型乗用車のために設計されている。

#### 2ストロークガソリン
- 3G8[注釈 7] - 1965年の三菱・コルト800に搭載されていた843cc水冷2ストロークエンジン。当時としては珍しい直列3気筒2ストロークエンジンはリードバルブを搭載し、最高出力45PS/4,500rpm、最大トルク8.4kgm/3,000rpmを発揮した。

#### 4ストロークガソリン
- 3A9 - 3A91エンジンは、2005年の三菱・コルトから搭載。現時点（2016年）においては3A92が6代目ミラージュに搭載されている。
- 3B2 - 2006年の三菱・iから搭載。MIVECを採用し新燃費基準に対応している。2019年現在では三菱・eKスペース、および日産・デイズルークスのみ搭載。
- 3G8 - 1987年に550ccエンジンとして登場、1990年以降からは660ccとなる。三菱で最も広く用いられた軽自動車エンジン。

### 直列4気筒

#### 4ストロークガソリン
- KE4 - 1960年代に三菱・コルト1000や三菱・キャンターに搭載されていたOHVエンジン。のちに三菱・ジープなどにも搭載された。
- 4A3 - 1994年に軽自動車用エンジンとして登場。1995年には1,100ccのものも登場した。"A"符号が付いているエンジンだが、ブロックは鋳鉄製であった。
- 4A9 - 2003年の三菱・コルトに搭載された1,300-1,500ccエンジン。
- 4B1 - アルミ合金製ブロックを採用。ダイムラー・クライスラーとヒュンダイとの合弁事業であるGlobal Engine Manufacturing Alliance（GEMA）で開発された。
- 4B4 - 1,500ccの小型エンジン。2017年に発表されたエクリプスクロスから搭載された。
- 4G1 “オリオン” - 1,200-1,600ccの小型エンジン。1977年に登場した古いエンジンだが、2003年の三菱・コルトでは大改修が施されて再登場した。2013年まで製造され、同社の自動車用のガソリンエンジンとしては最も息の長いエンジンである。
- 4G3 “サターン” - 1,200-1,800ccの小型エンジンであり同社初のSOHC／DOHC（ただし三菱・ギャランGTO 1600MRのみ）エンジンでもある。1969年のコルトギャランが初搭載。当初はタイミングチェーン仕様だったが、のちにサイレントシャフトが搭載されタイミングベルト仕様に変更された。
- 4G4 “ネプチューン” ‐ 1971年の三菱・ギャランクーペFTOおよび1972年の三菱・ランサー、三菱・デリカなどに搭載された1,200-1,400ccの小型OHVエンジン。
- 4G5 “アストロン” - 1972年に登場した1,850-2,600ccの大型エンジン。この系列ではサイレントシャフトと呼ばれるバランサーシャフトが搭載され、この技術が他社にもライセンス供給されるなどその後の大排気量エンジン開発に大きな影響を与えた。また、このエンジンをベースにしたディーゼルエンジンの開発も行われた。
- 4G6 “シリウス” ‐ 1,600-2,400ccの中型エンジン。三菱・ランサーエボリューションのエンジンである三菱・4G63を輩出した系列であるが、元々は1970年代末に三菱・ランサーEXや三菱・ギャランΣに搭載されたターボエンジンが源流である。1980年代には史上初の可変バルブ機構である三菱・シリウスDASH3×2を採用し、三菱・スタリオンなどに搭載された。
- 4G8 - 3G82型エンジンをベースに直列4気筒1,100ccとしたもの。三菱・ミニキャブの台湾現地生産車である中華汽車・菱利にのみ搭載された。
- 4G9 -1,500-2,000ccの中型エンジン。史上初の量産型リーンバーンガソリン直噴エンジンであるGDI技術を採用したことでも知られる。
- 4J1 - 4B1型の後継。SOHC化された。アルミ合金製ブロックを採用。
- 4K2 - 1,800-2,400ccの中型エンジン。4G6の後継。DOHC16バルブ。中国の合弁会社、瀋陽航天三菱汽車発動機製造有限公司が製造[3]。

#### 4ストロークディーゼル
- KE系（京都製作所製）
  - KE/KE2 - 1949年に京都製作所が開発した初のディーゼルエンジン。KE5と名付けられた5,300ccの大型エンジンは、トラック・バス向けに搭載された。1955年には5,800ccに排気量を拡大したKE21、1957年にKE25が登場した。
  - KE31 - 1958年ウィリス・ジープ用エンジンの系列であるJH（ジャパンハリケーン）4エンジンをベースにKE2型の技術を投入して開発され、初期の三菱・ジープに搭載された直列4気筒2,199ccOHVエンジン。世界初のジープ用ディーゼルエンジンであり、日本初の小型高速ディーゼルエンジンでもあった。製造は鉄道車両用のKE2型ディーゼルエンジンを製造していた京都製作所が担当。
- 4DR系（三菱ふそう川崎製作所製）
  - 4DR - 水冷直列4気筒OHVディーゼルエンジン。2,384ccの4DR1から2,659ccの4DR5 / 4DR50 / 4DR51 / 4DR52 / 4DR6、2,835ccの4DR7まであり、キャンター、三菱・ジープなどに搭載された。京都製作所製のKE31に比して各部の剛性が高く、回転域も広いため高出力。1970年登場の4DR5エンジンは圧縮比21.5:1の渦流室式で、最大トルク22.5 kg·m（220.65 N·m）/2,000 rpm、最大出力100 PS（73.55 kW）/3,300 rpmを発生。4DR6エンジンは圧縮比17.5:1の直噴式で、最大トルク21.0 kg·m（205.94 N·m）/2,000 rpm、最大出力94 PS（69.14 kW）/3,500 rpmを発生させた。後に両者にはターボやインタークーラーも装備された[4]。

- 4D系

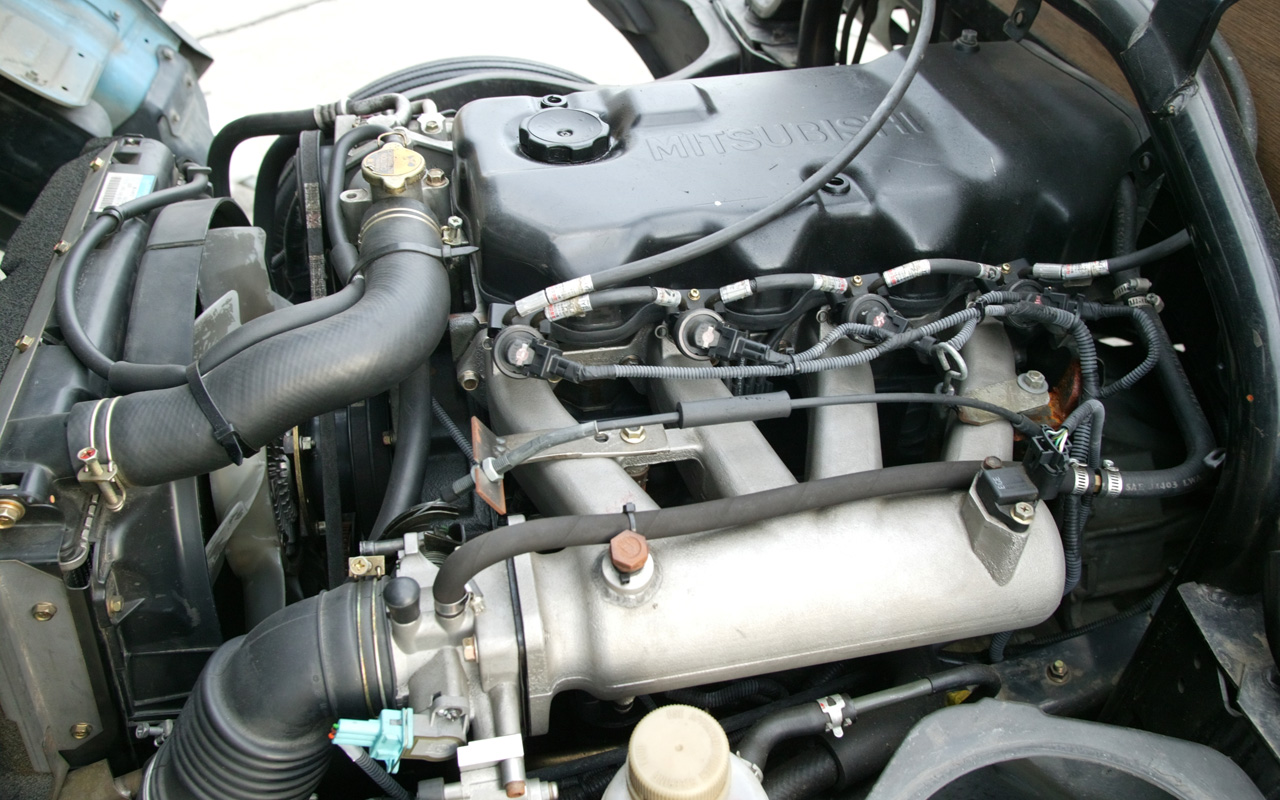
キャンターの4D34ディーゼル改造LPIエンジン
スロットルバルブとサージタンクが付いたインテークマニホールドはレトロフィット

  - 4DQ - 1960年代のキャンターに採用された小型ディーゼルエンジンで、国鉄の急行列車用優等客車（寝台車、1等車、郵政省所有の郵便車）と急行形気動車（1等車・郵便車）の冷房化改造時にその電源を賄う発電セット用として大量に採用された。現在は主にフォークリフトなどの産業機械に搭載されている。4DQ1（1,986 cc）、4DQ3（1,490 cc）、4DQ5（2,080 cc）、4DQ11（1,986 cc）、4DQ50（2,080 cc）などが存在。
  - 4D3 - 4DR系ディーゼルエンジンの後継、および乗用車用として開発されたOHVの小型ディーゼルエンジン。1978年に3,298 cc・90 PSの4D30型がキャンターに搭載されたのを皮切りに、直噴ディーゼルターボである4D31（3,298 cc・100 PS）、1985年には3,567 cc・110 PSの4D32が登場。その後も4D33（4,214 cc）、4D34（3,907 cc）、4D35（4,561 cc）、4D36（3,567 cc/4D32の改良版）とラインナップを拡大していき、現在でも三菱製小・中型トラックの主力エンジンであり続けている。また、建機・産業用エンジンとしての出荷数も多い[5]。4D34T4はJASO規格のディーゼル機関潤滑油動弁系摩耗試験（JASO M354:1999）にも採用されていた[注釈 8]。2000年代初頭には、4D34をベースにLPGエンジンに改造されたものがラインナップされたこともあった[6]。
  - 4D5 “アストロン”ディーゼル - 4G5系エンジンの派生系となるディーゼルエンジン。1986年に登場した2,500 ccエンジンは三菱の小型トラック・ピックアップトラック用エンジンとして世界的に非常に幅広く使用された。
  - 4D6 “シリウス”ディーゼル - 4G6型エンジンの派生系であるディーゼルエンジン。主に小型車向け。自然吸気仕様とターボ仕様がある。4D65（1,795 cc）、4D68（1,998 cc）が存在。
- 4M系
  - 4M4 - 4D5型エンジンを更新するために新開発されたディーゼルエンジン。
  - 4M5 - DOHC16バルブ、コモンレール式直接噴射システム、連続再生式DPFなどの採用で平成15年（新短期）排出ガス規制に適合。キャンターとローザに搭載された。排気量4,899 ccの4M50に続き、5,249 ccの4M51も後に登場。

- 4P系

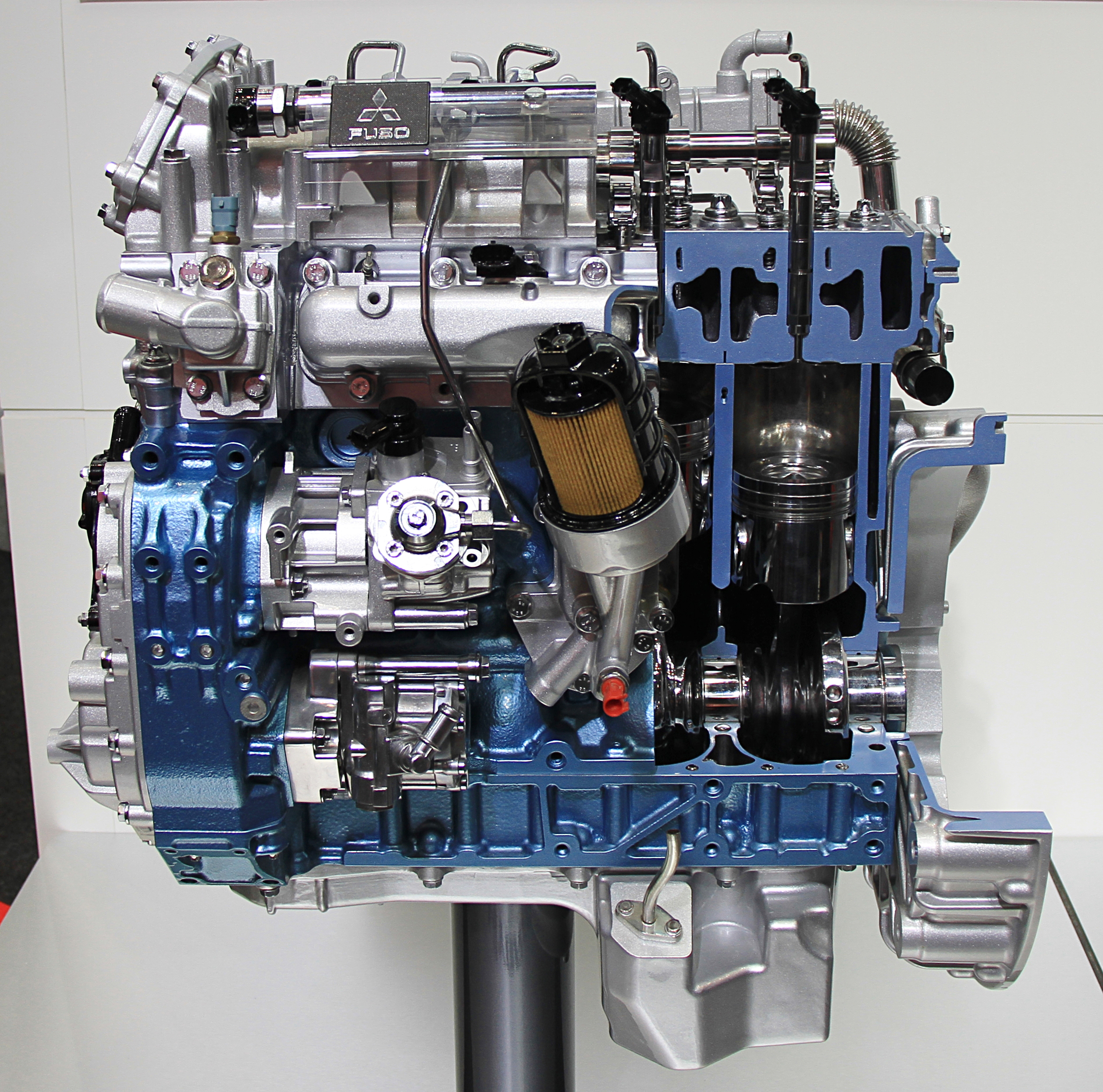
三菱ふそう・4P10エンジン

  - 4P1 - 三菱ふそうがフィアット（フィアット・パワートレーン・テクノロジー（英語版））との合弁事業により開発した2,998 cc 150 PS（110 kW）のターボディーゼルエンジン。元はSofim（英語版）により製造されていたイヴェコ・F1Cエンジンをユーロ5に適合するように改修したものである。高圧ピエゾインジェクターと、ブルーテック尿素SCRシステムを搭載している。
- 4N系
  - 4N1 - 次世代のクリーンディーゼルエンジンとして、2009年に登場した新型エンジン。
- 4V系
  - 4V20 - 三菱ふそうトラック・バスが新たにファイターのGVW8t車と準中型免許対応のGVW7.5t車用に開発し、2018年に登場した新型直列4気筒OHV16バルブディーゼルエンジン。既存の4D3系を基に、OHV動弁機構のまま1気筒あたり4バルブ化した。

### 直列6気筒
直列6気筒ガソリンエンジンは、1964年から1976年までの三菱・デボネアのためだけに製造された。二種類とも既存の4気筒エンジンをベースに拡大再設計されたことが特徴である。当時三菱は直列6気筒の生産ラインを持たなかったため、これらのエンジンはベースとなった直列4気筒エンジンの生産ラインで熟練工の手により手作業で組み立てられた。

#### 4ストロークガソリン
- KE6 - KE4xエンジンを再設計して開発されたOHVエンジン。1964年-1970年まで搭載。
- 6G3 “サターン6” - 2,000ccのSOHCエンジン。1970年にKE64を更新するために4G3型を再設計して開発され、1976年に4G5型に変更されるまで搭載された。

#### 4ストロークディーゼル
- KE3/KE6 - KE36は1960年にKE31型ディーゼルをベースに製作された3,300cc直列6気筒OHVエンジン。三菱ふそう・ジュピター、三菱ふそう・ローザに搭載された。1963年にはKE36を3,500cc化したKE63も登場、三菱ふそう・ローザに搭載された。
- 6DR - 1970年代初頭にローザなどに搭載された4,000cc級中型エンジン。6DR5 / 6DR10 / 6DR50 / 6DR51（いずれも3,988cc）が存在した。
- 6DS - 三菱ふそう・エアロミディMKなどに搭載された5,000cc級大型エンジン。6DS1（4,678cc）、 6DS3（5,103cc）、6DS5（4,978cc）、6DS7（5,430cc）、6DS10（4,678cc）などが存在した。
- 6D1 - 1974年に登場した中型トラック向けエンジン。 6D10（5,974cc）、6D11（6,754cc）、6D14（6,557cc）、6D15（6,919cc）、6D17（8,201cc）などが存在したが、現在は7,600ccの6D16のみ販売[7]。
- 6D2 - 三菱自工時代の1970年代後半に登場。三菱ふそう・エアロスターなどに搭載[8]。
- 6D3 ‐ 4D3型直列4気筒ディーゼルをベースに直列6気筒化したもので、4947cc 6D31 、5861ccの6D34[5]。
- 6M6,6M7 - 三菱ふそうが分社化される直前の1999年頃に登場。エアロスター（6M70）、三菱ふそう・エアロミディ（6M60・6M61）などに搭載。
- 6R系 - 三菱ふそうがダイムラーグループ内での“Heavy-Duty Engine Platform”（HDEP）をベースとしたエンジン。
  - 6R10 - OM471の三菱ふそう版。
  - 6R20 - OM470の三菱ふそう版。
- 6S系 - “Heavy-Duty Engine Platform”（HDEP）の縮小版。
  - 6S10 - OM936の三菱ふそう版。

### V型6気筒
三菱には三種類のV6エンジンが存在する。かつては中型セダンや小型クーペにも採用されていたことがあった。

#### 4ストロークガソリン
- 6A1 - 1,600-2,500ccの小型V6エンジン。1992年に三菱・ミラージュMXに1,600ccが搭載されたのを皮切りに、排気量を拡大しツインターボやMIVECなどの技術を注ぎ込みながら、三菱・FTOや三菱・ギャラン/レグナムVR-4などの高性能車に搭載された。
- 6B3 - 2007年の三菱・アウトランダーに搭載された新型エンジン。SOHCヘッドにMIVECを組み合わせていることが特徴である。
- 6G7 “サイクロンV6” - 1986年の二代目デボネアに2,000ccエンジンに初搭載された大型V6エンジン。90年代にはツインターボで280PSを発揮する3,000ccエンジンが三菱・GTOに搭載されたことでも有名。1999年にV8エンジンが登場するまで、三菱の最大排気量のエンジンでもあり、フラッグシップカーに数多く搭載された。欧米ではSUVのエンジンとしても使用され、GDIなどの技術も投入された。

### V型8気筒

#### 4ストロークガソリン
- 8A8 - 1999年に三菱・プラウディアと三菱・ディグニティのために開発された4,500ccエンジン。オールアルミ合金製エンジンでGDIを採用。三菱の乗用車用エンジンとしては極めて短命に終わったが、韓国ではヒュンダイがこのエンジンを採用した高級車、初代ヒュンダイ・エクウスを2008年まで製造していた。

#### 4ストロークディーゼル
- 8DC - 1970年代に登場。大型トラックや観光バスを中心に搭載。
- 8M2 - 1990年頃に登場。DC系エンジンよりも強力。U-代 - KL代の三菱ふそう・エアロキング、三菱ふそう・エアロクィーン、三菱ふそう・スーパーグレートを中心に搭載。

### V型10気筒

#### 4ストロークディーゼル
- 10DC - 1972年頃に登場。18,608cc/375PSの強力なエンジンである。
- 10M2 - 1995年頃に登場。三菱ふそう・ザ・グレートおよび三菱ふそう・スーパーグレートのうちトラクタ系のみへ採用。

### その他
- GEMA“ワールドエンジン” - 三菱、ダイムラー・クライスラー、ヒュンダイの合弁事業で開発された一連のエンジン。三菱における4B1型エンジンが該当する。